# Sumberjambe (plaats)
Sumberjambe is een bestuurslaag in het regentschap Jember van de provincie Oost-Java, Indonesië. Sumberjambe telt 6349 inwoners (volkstelling 2010).